# Grevena (regional enhed)
Grevena (græsk: Περιφερειακή Ενότητα Γρεβενών, Perifereiakí Enótita Grevenón) er en regionale enhed i Grækenland, og er en del af periferien Vestmakedonien. Dens hovedstad er byen Grevena.

## Geografi
Grevena grænser op til de regionale enheder Ioannina (Epirus) mod vest, Kastoria mod nordvest, Kozani mod nord og øst, Larisa mod sydøst og Trikala mod syd.
Pindusbjergene dækker den vestlige del af området; Andre bjergkæder er Chasia i syd og Vourinos i nordøst. Den længste flod er Haliacmon, som løber i nord og øst.

## Administration
Den regionale enhed Grevena er opdelt i to kommuner. Disse er (numre som på kortet i infoboksen):
- Deskati (2)
- Grevena (1)

### Præfektur
Grevena blev oprettet som et præfektur (græsk: Νομός Γρεβενών) i 1964, fra dele af præfekturerne Kozani og Larisa. Som en del af Kallikratis-regeringsreformen i 2011 blev den regionale enhed Grevena oprettet ud af det tidligere præfektur Grevena. Præfekturet havde samme udstrækning som den nuværende regionale enhed. Samtidig blev kommunerne omorganiseret, ifølge nedenstående tabel. 
| Ny kommune | Gamle kommuner                     | Sæde    |
| ---------- | ---------------------------------- | ------- |
| Deskati    | Deskati                            | Deskati |
| Deskati    | Chasia                             | Deskati |
| Grevena    | Grevena                            | Grevena |
| Grevena    | Avdella                            | Grevena |
| Grevena    | Kosmas eller Aitolos /Agios Kosmas | Grevena |
| Grevena    | Ventzio                            | Grevena |
| Grevena    | Gorgiani                           | Grevena |
| Grevena    | Dotsiko                            | Grevena |
| Grevena    | Irakleotes                         | Grevena |
| Grevena    | Theodoros Ziakas                   | Grevena |
| Grevena    | Mesolouri                          | Grevena |
| Grevena    | Perivoli                           | Grevena |
| Grevena    | Samarina                           | Grevena |
| Grevena    | Smixi                              | Grevena |
| Grevena    | Filippaioi                         | Grevena |

## Økonomi
Regionens økonomi er baseret på landbrug. Hvede- og bælgplanteafgrøder (for det meste kikærter) dækker det meste af det dyrkede areal. Der er også en del husdyrproduktionen, bl.a. geder og lam. En stigende del af landbrugets produktion er produceret under økologisk landbrug eller ved lavintensiv praksis. Andre vigtigste indtægtskilder omfatter økoturisme, skov industri og skisportsstedet Vasilitsa, som er en populær destination for vinterferien.